# Zděchov
Zděchov (en allemand : Sdiechow) est une commune du district de Vsetín, dans la région de Zlín, en République tchèque. Sa population s'élevait à 576 habitants en 2020.

## Géographie
Zděchov se trouve à 11 km au sud-est de Vsetín, à 31 km à l'est- nord-est de Zlín et à 278 km à l'est-sud-est de Prague.
La commune est limitée par Hovězí au nord-ouest, par Huslenky au nord et à l'est, par Valašská Senice et Francova Lhota au sud, et par Lužná à l'ouest.

## Histoire
La plus ancienne mention écrite de Zděchov se trouve dans un contrat datant de 1623.